# Hunzikeria
Hunzikeria ist eine Pflanzengattung aus der Familie der Nachtschattengewächse (Solanaceae). Der Gattung werden drei Arten zugerechnet, die im Südwesten der USA, in Mexiko und Venezuela verbreitet sind.

## Beschreibung

### Vegetative Merkmale
Die Hunzikeria-Arten sind kleine, nur 8 bis 25 cm hohe Pflanzen, die für gewöhnlich weit verzweigt aus einer ausdauernden Wurzel treiben. In der Rinde der Sprossachse ist kein Festigungsgewebe (Kollenchym) zu finden. Sowohl das Phloem als auch das Mark ist nicht faserig, im Gegensatz zum Perizykel. Die Behaarung ähnelt denen der nahe verwandten Gattung Leptoglossis: Es existieren sowohl drüsige und nichtdrüsige Trichome, jedoch kommen im Gegensatz zu Leptoglossis nur drüsige mit einzelligen Kopfen und ausschließlich unverzweigte, nichtdrüsige Trichome vor. Die Laubblätter stehen an 3 bis 10 mm langen Blattstielen, die Blattspreiten sind am Stamm herablaufend, (6) 16 bis 25 (35) mm lang und (2) 4 bis 9 (15) mm breit.

### Blüten
Die Blüten stehen allein oder paarweise an Blütenstielen die kürzer oder leicht länger als Blütenkelch sind. Dieser ist 7 bis 12 mm lang, hat einen Durchmesser von 6 bis 11 und ist trichterförmig, glockenförmig oder verkehrt kegelförmig. Die tellerförmige Krone ist pink oder violett und 14 bis 30 mm lang. Am oberen Ende der Kronbasis befindet sich eine kleine, schlundförmige Vergrößerung, die das Androeceum enthält. Der Kronblattsaum ist mit 10 bis 23 mm sehr breit. Die vier Staubblätter sind vor allem durch die Länge der Staubfäden zweigestaltig, wobei bei Hunzikeria steyermarkia die Staubbeutel gleichgestaltig sind und die beiden nordamerikanisch Arten zwei unterschiedliche Formen von Staubbeuteln besitzen. Gelegentlich ist ein rückgebildetes fünftes Staubblatt vorhanden. Die Staubbeutel haben eine Größe von 0,9 bis 1,3 mm. Charakteristisch für die Gattung sind die besonders geformten Pollen, die unregelmäßige Ausbuchtungen besitzen, die vor allem auf dem Tectum auftreten und durch kurze, körnige Columella (stäbchenförmige Elemente) begleitet werden. Die Größe der Pollen ist mit 27 bis 36 µm mittelgroß, sie sind gestreckt oder abgeplattet kugelförmig geformt. Die Nektarien sind eingestülpt-zweilappig.

### Früchte und Samen
Die Früchte sind fast kugelförmige Kapseln, die leicht länger als breit sind und etwa 4 mm lang sind und versteckt am Boden des leicht vergrößerten Kelches ausgebildet werden. In der Frucht befinden sich etwa sieben bis 40 nierenförmige Samen mit einer Größe von 1,1 bis 1,5 mm lang. Die Samenschale (Testa) besteht entweder aus vier bis sieben Graten, die sich mit Furchen abwechseln oder ist fein honigwabenartig geformt. Das Endosperm ist reichlich ausgeprägt.

### Sonstige Merkmale
Die Basischromosomenzahl der einzigen bisher untersuchten Art Hunzikeria texana beträgt {\displaystyle x=8}, die Art ist diploid ({\displaystyle 2n=16}).

## Systematik und Verbreitung
Die Gattung wurde zu Ehren des argentinischen Botanikers Armando Theodoro Hunziker (1919–2001) benannt. Innerhalb der Gattung werden nur drei Arten unterschieden:
- Hunzikeria texana (Torrey) D’Arcy: Sie kommt im Südwesten der USA vor und in Mexiko.
- Hunzikeria coulteri (A. Gray) D’Arcy: Sie kommt im Südwesten der USA vor und in Mexiko.
- Hunzikeria steyermarkiana D’Arcy: Sie kommt in Venezuela vor.